# Classificació per al Campionat de la CONCACAF 1977
La classificació per al Campionat de la CONCACAF 1977 va ser disputada per 17 seleccions nacionals. Hondures es va retirar abans de començar la classificació. Els 16 equips restants es van dividir en tres zones, segons la seva situació geogràfica:
- Zona nord-americana, amb tres equips. Els equips van jugar una lligueta tots contra tots. Els dos primers es classificaven per al torneig.
- Zona centreamericana, amb quatre equips. Els equips van jugar una lligueta tots contra tots. Els dos primers es classificaven per al torneig.
- Zona caribenya, amb nou equips. Els equips van ser dividits en un grup de quatre i un de cinc. Els equips van jugar eliminatòries a doble partit. Els guanyadors de cada grup es classificaven per al torneig.

## Zona nord-americana
- 24 de setembre de 1976, Vancouver, Canadà -  Canadà 1 - 1  Estats Units
- 3 d'octubre de 1976, Los Angeles, Estats Units -  Estats Units 0 - 0  Mèxic
- 10 d'octubre de 1976, Vancouver, Canadà -  Canadà 1 - 0  Mèxic
- 15 d'octubre de 1976, Puebla, Mèxic -  Mèxic 3 - 0  Estats Units
- 20 d'octubre de 1976, Seattle, Estats Units -  Estats Units 2 - 0  Canadà
- 27 d'octubre de 1976, Toluca, Mèxic -  Mèxic 0 - 0  Canadà

| Pos. | Equip        | Pts | PJ | PG | PE | PP | GF | GC | DG |
| ---- | ------------ | --- | -- | -- | -- | -- | -- | -- | -- |
| 1    | Mèxic        | 4   | 4  | 1  | 2  | 1  | 3  | 1  | 2  |
| 2=   | Canadà       | 4   | 4  | 1  | 2  | 1  | 2  | 3  | -1 |
| 2=   | Estats Units | 4   | 4  | 1  | 2  | 1  | 3  | 4  | -1 |

Canadà i Estats Units van acabar empatats a punts i a diferència de gols, i van jugar un partit de desempat en terreny neutral.
- 22 de desembre de 1976, Port-au-Prince, Haití -  Canadà 3 - 0  Estats Units

Mèxic i Canadà es van classificar per al torneig.

## Zona centreamericana
- 4 d'abril de 1976, Ciutat de Panamà, Panamà -  Panamà 3 - 2  Costa Rica

- 2 de maig de 1976, Ciutat de Panamà, Panamà -  Panamà 1 - 1  El Salvador

- 11 de juliol de 1976, San José, Costa Rica -  Costa Rica 3 - 0  Panamà

- 1 d'agost de 1976, San Salvador, El Salvador -  El Salvador 4 - 1  Panamà

- 17 de setembre de 1976, Ciutat de Panamà, Panamà -  Panamà 2 - 4  Guatemala

- 26 de setembre de 1976, Ciutat de Guatemala, Guatemala -  Guatemala 7 - 0  Panamà

- 1 de desembre de 1976, San Salvador, El Salvador -  El Salvador 1 - 1  Costa Rica

- 5 de desembre de 1976, San José, Costa Rica -  Costa Rica 0 - 0  Guatemala

- 8 de desembre de 1976, Ciutat de Guatemala, Guatemala -  Guatemala 3 - 1  El Salvador

- 12 de desembre de 1976, Ciutat de Guatemala, Guatemala -  Guatemala 1 - 1  Costa Rica

- 15 de desembre de 1976, San José, Costa Rica -  Costa Rica 1 - 1  El Salvador

- 19 de desembre de 1976, San Salvador, El Salvador -  El Salvador 2 - 0  Guatemala

| Pos. | Equip       | Pts | PJ | PG | PE | PP | GF | GC | DG  |
| ---- | ----------- | --- | -- | -- | -- | -- | -- | -- | --- |
| 1    | Guatemala   | 8   | 6  | 3  | 2  | 1  | 15 | 6  | 9   |
| 2    | El Salvador | 7   | 6  | 2  | 3  | 1  | 10 | 7  | 3   |
| 3    | Costa Rica  | 6   | 6  | 1  | 4  | 1  | 8  | 6  | 2   |
| 4    | Panamà      | 3   | 6  | 1  | 1  | 4  | 7  | 21 | -14 |

Guatemala i El Salvador es van classificar per al torneig.

## Zona caribenya

### Grup A

#### Primera ronda
- 4 de juliol de 1976, Georgetown, Guyana -  Guyana 2 - 0  Surinam

- 29 d'agost de 1976, Paramaribo, Surinam -  Surinam 3 - 0  Guyana

Suriname es va classificar per a la segona ronda amb un marcador global de 3-2.
- 15 d'agost de 1976, Bridgetown, Barbados -  Barbados 2 - 1  Trinitat i Tobago

- 31 d'agost de 1976, Port of Spain, Trinitat i Tobago -  Trinitat i Tobago 1 - 0  Barbados

El marcador global va ser d'empat a 2, i es va jugar un partit de desempat.
- 14 de setembre de 1976, Bridgetown, Barbados -  Barbados 1 - 3  Trinitat i Tobago

Trinitat i Tobago es va classificar per a la segona ronda.

#### Segona ronda
- 14 de novembre de 1976, Paramaribo, Surinam -  Surinam 1 - 1  Trinitat i Tobago

- 28 de novembre de 1976, Port of Spain, Trinitat i Tobago -  Trinitat i Tobago 2 - 2  Surinam

El marcador global va ser d'empat a 3, i es va jugar un partit de desempat per conèixer l'equip classificat.
- 18 de desembre de 1976, Caiena, Guaiana Francesa -  Surinam 3 - 2 (prò.)  Trinitat i Tobago

Surinam es va classificar per al torneig.

### Grup B

#### Ronda preliminar
- 2 d'abril de 1976, Santo Domingo, República Dominicana -  República Dominicana 0 - 3  Haití

- 17 d'abril de 1976, Port-au-Prince, Haití -  Haití 3 - 0  República Dominicana

Haiti es va classificar per a la primera ronda per un marcador global de 6-0.

#### Primera ronda
- 30 de juliol de 1976, Oranjestad, Antilles Neerlandeses -  Antilles Neerlandeses 1 - 2  Haití

- 14 d'agost de 1976, Port-au-Prince, Haití -  Haití 7 - 0  Antilles Neerlandeses

Haití es va classificar per a la segona ronda per un marcador global de 9-1.
- 15 d'agost de 1976, Kingston, Jamaica -  Jamaica 1 - 3  Cuba

- 29 d'agost de 1976, L'Havana, Cuba -  Cuba 2 - 0  Jamaica

Cuba es va classificar per a la segona ronda per un marcador global de 5-1.

#### Segona ronda
- 28 de novembre de 1976, L'Havana, Cuba -  Cuba 1 - 1  Haití

- 11 de desembre de 1976, Port-au-Prince, Haití -  Haití 1 - 1  Cuba

El marcador global va ser d'empat a 2, i es va jugar un partit de desempat per conèixer el guanyador de l'eliminatòria.
- 29 de desembre de 1976, Ciutat de Panamà, Panamà -  Haití 2 - 0  Cuba

Haiti es va classificar per al torneig.